# أوبري بيري
أوبري بيري (بالإنجليزية: Aubrey Perry)‏ (20 يناير 1991 بأتلانتا في الولايات المتحدة - ) هو لاعب كرة قدم أمريكي في مركز الدفاع. شارك مع منتخب الولايات المتحدة تحت 17 سنة لكرة القدم ومنتخب الولايات المتحدة تحت 18 سنة لكرة القدم ومنتخب الولايات المتحدة تحت 20 سنة لكرة القدم. أما مع النوادي، فقد لعب مع كولومبوس كرو ونادي كوبينغ ‏ وBKV Norrtälje ‏.

## روابط خارجية
- أوبري بيري على موقع الدوري الأمريكي (الإنجليزية)
- أوبري بيري على موقع قاعدة بيانات كرة القدم.إي يو (الإنجليزية)